# 邱丕相
邱丕相（1943年—），男，山东青岛人，中国太极拳家，上海体育学院教授、博士生导师，新中国第一个武术学科博士生导师。曾任上海体育学院武术系系主任，中国武术协会委员。